# Ha Do-kwon
Kim Yong-goo (en hangul, 김용구; RR: Gim Yong-gu), mejor conocido artísticamente como Ha Do-kwon u "hombre que resuelve" (hangul, 하도권; hanja, 河到權; RR, Ha Do-gwon), es un actor de televisión, cine y musicales surcoreano.

## Biografía
Se graduó de la Universidad Nacional de Seúl (Seoul National University) especializándose en música vocal.
Ha estado casado por más de 16 años con la actriz vocal Yeo Min-jeong, la pareja tiene un hijo y una hija.
El 11 de marzo de 2022, se confirmó que el actor había dado positivo para COVID-19 en la tarde del día 10, por lo que se encontraba tomando las medidas necesarias para recuperarse.

## Carrera
Es miembro de la agencia 935 Entertainment (935엔터테인먼트).
En diciembre de 2019 se unió al elenco recurrente de la serie Hot Stove League (también conocida como "Stove League") donde dio vida al lanzador Kang Doo-gi, un miembro del equipo "Vikings".
En octubre de 2020 se unió al elenco recurrente de la serie Penthouse: War In Life donde interpretó a Ma Du-ki, un maestro de ópera que al inicio sigue las órdenes de Cheon Seo-jin.
El 13 de marzo de 2022 se unirá al elenco principal de la serie A Superior Day donde dará vida a Bae Tae-jin, un asesino a sueldo profesional que persigue a un asesino en serie.
En abril del mismo año se unirá al elenco recurrente de la serie Shooting Stars donde interpretará a Choi Ji-hoon, el CEO of Star Force Entertainment.

## Filmografía

### Series de televisión
| Año     | Título                       | Personaje               | Notas                           | Ref.   |
| ------- | ---------------------------- | ----------------------- | ------------------------------- | ------ |
| 2016    | Go Ho's Starry Night         | Kim Yoo-chan            |                                 |        |
| 2017    | Saimdang, Light’s Diary      | Jang Si-ho              | Invitado                        |        |
| 2018    | Mi señor                     | Dueño de la Cafetería   | Invitado                        |        |
| 2018    | Thirty But Seventeen         | Entrenador              |                                 |        |
| 2018    | Terius Behind Me             | Investigador Privado    | Invitado                        |        |
| 2018    | The Last Empress             | Chu Ki-jung             |                                 |        |
| 2019    | Perfume                      | Terapeuta de Meditación | Aparición especial, ep. n.º 20  |        |
| 2019    | Doctor John                  | Joo Hyeong-woo          | Aparición especial, 3 episodios |        |
| 2019    | Hot Stove League             | Kang Doo-gi             |                                 |        |
| 2020    | Memorist                     | Miembro de Pandilla     | Aparición especial, ep. n.º 1   |        |
| 2020    | Zombie Detective             | No Poong-sik            |                                 |        |
| 2020-21 | Penthouse: War In Life       | Ma Du-ki                |                                 |        |
| 2021    | Penthouse: War In Life 2     | Ma Du-ki                |                                 | [ 8 ]  |
| 2021    | Penthouse: War In Life 3     | Ma Du-ki                |                                 |        |
| 2021    | Nevertheless                 | -                       | Aparición especial, 2 episodios |        |
| 2021    | The Witch's Diner            | Lee Young-sook (Mr. Oh) |                                 | [ 9 ]  |
| 2021    | Work Later, Drink Now        | Enfermero               | Aparición especial, ep. n.º 12  |        |
| 2022    | Through the Darkness         | Shin Ki-ho              | Aparición especial              |        |
| 2022    | A Superior Day               | Bae Tae-jin             |                                 | [ 10 ] |
| 2022    | Shooting Stars               | Choi Ji-hoon            |                                 |        |
| 2022    | Bloody Heart                 | Jung Eui-kyun           |                                 |        |
| 2022    | Today's Webtoon              | Heo Kwan-young          |                                 | [ 11 ] |
| 2023    | Tale of the Nine Tailed 1938 | Ryuhei Kato             |                                 |        |
| 2024    | Cásate con mi esposo         | Lee Seok-joon           |                                 | [ 12 ] |

### Películas
| Año  | Título                    | Personaje            | Notas |
| ---- | ------------------------- | -------------------- | ----- |
| 2014 | Slow Video                | Hombre sospechoso    |       |
| 2016 | The Map Against The World | Prestamista          |       |
| 2017 | Anarchist from Colony     | Rickshaw             |       |
| 2017 | Roman Holiday             | Detective Lee        |       |
| 2018 | Sunset in My Hometown     | Repartidor de comida |       |
| 2019 | Vertigo                   | Malcom               |       |
| 2023 | Project Silence           | Capitán Kang         |       |

### Programas de variedades
| Año        | Título                                                           | Notas                                                          |
| ---------- | ---------------------------------------------------------------- | -------------------------------------------------------------- |
| 2020       | Same Bed, Different Dreams 2: You Are My Destiny                 | (ep. n.º 138) - presentador especial                           |
| 2020       | Immortal Songs: Singing the Legend                               | (ep. n.º 472) - participante                                   |
| 2020       | King of Mask Singer                                              | (ep. n.º 251-252) - participó como "Minyo"                     |
| 2020       | Master in the House (All The Butlers)                            | (ep. n.º 125) - Invitado                                       |
| 2020       | Happy Together: Season 4                                         | (ep. n.º 75) - Invitado                                        |
| 2021       | Problem Child in House                                           | (ep. n.º 112) - Invitado                                       |
| 2021       | Where Is My Home                                                 | (ep. n.º 120, 214) - Invitado                                  |
| 2021       | Hangout with Yoo                                                 | (ep. n.º 89) - Invitado                                        |
| 2021       | Stars' Top Recipe at Fun-Staurant (Convenience Store Restaurant) | (ep. n.º 76-78) - Invitado                                     |
| 2021       | Late Night Ghost Talk                                            | (ep. n.º 1-2) - Invitado                                       |
| 2021       | Law of the Jungle – Pent Island: Island of Desire                | (ep. n.º 451-452) - miembro                                    |
| 2021       | We Don't Bite: Villains in the Countryside (We Won’t Hurt You)   | (ep. n.º 6-8) - Invitado                                       |
| 2020, 2021 | Running Man                                                      | 6 episodios - (ep. n.º 440, 457, 542, 564, 584-585) - Invitado |
| 2022       | DoReMi Market (Amazing Saturday)                                 | (ep. n.º 203) - Invitado                                       |

### Eventos
| Año  | Título               | Notas                                     |
| ---- | -------------------- | ----------------------------------------- |
| 2020 | 28th SBS Drama Award | junto a Ko So-hyun - (actuación especial) |

### Musicales
| Año         | Título          | Personaje | Notas             |
| ----------- | --------------- | --------- | ----------------- |
| 2016        | 왕의나라        | -         |                   |
| 2011, 2014  | 아가씨와 건달들 | -         |                   |
| 2013        | 레미제라블      | -         |                   |
| 2012        | 엘리자벳        | -         |                   |
| 2011        | 투란도          | -         |                   |
| 2010        | 오페라의 유령   | -         |                   |
| 2009        | 햄릿            | -         |                   |
| 2008        | 지저스 지저스   | -         |                   |
| 2007        | 찬스            | -         |                   |
| 2007        | 라이온킹        | -         | (musical japonés) |
| 2005 - 2007 | 오페라의 유령   | -         | (musical japonés) |

### Teatro
| Año  | Título | Personaje | Notas           |
| ---- | ------ | --------- | --------------- |
| 2005 | 간주곡 | -         | (obra japonesa) |

### Anuncios
| Año  | Título                                           | Notas |
| ---- | ------------------------------------------------ | ----- |
| 2020 | 투쿨포스쿨 - 아트클라스 바이로댕 피니쉬 세팅팩트 |       |

## Premios y nominaciones
| Año  | Categoría            | Premios              | Trabajo                | Resultado |
| ---- | -------------------- | -------------------- | ---------------------- | --------- |
| 2020 | Best New Actor       | 28th SBS Drama Award | Penthouse: War In Life | Nominado  |
| 2020 | Best New Actor       | 28th SBS Drama Award | Hot Stove League       | Nominado  |
| 2020 | Best Supporting Team | 28th SBS Drama Award | Hot Stove League       | Ganaron   |